# Непричава
Непричава је насеље у Србији у општини Лајковац у Колубарском округу. Према попису из 2022. било је 532 становника.
Овде се налази Кућа Илића у Непричави, као споменик културе.

## Демографија
У насељу Непричава живи 565 пунолетних становника, а просечна старост становништва износи 43,1 година (41,6 код мушкараца и 44,6 код жена). У насељу има 217 домаћинстава, а просечан број чланова по домаћинству је 3,13.
Ово насеље је великим делом насељено Србима (према попису из 2002. године), а у последња три пописа, примећен је пад у броју становника.
|  |

| Демографија | Демографија | Демографија |
| Година      | Становника  | Становника  |
| ----------- | ----------- | ----------- |
| 1948.       | 895         |             |
| 1953.       | 917         |             |
| 1961.       | 858         |             |
| 1971.       | 763         |             |
| 1981.       | 763         |             |
| 1991.       | 748         | 745         |
| 2002.       | 679         | 683         |

| Етнички састав према попису из 2002.‍ | Етнички састав према попису из 2002.‍ | Етнички састав према попису из 2002.‍ | Етнички састав према попису из 2002.‍ | Етнички састав према попису из 2002.‍ |
| ------------------------------------ | ------------------------------------ | ------------------------------------ | ------------------------------------ | ------------------------------------ |
|                                      |                                      |                                      |                                      |                                      |
| Срби                                 | Срби                                 |                                      | 669                                  | 98,52%                               |
| непознато                            | непознато                            |                                      | 10                                   | 1,47%                                |

| Година пописа     | 1948. | 1953. | 1961. | 1971. | 1981. | 1991. | 2002. |
| ----------------- | ----- | ----- | ----- | ----- | ----- | ----- | ----- |
| Број домаћинстава | 155   | 174   | 186   | 200   | 219   | 198   | 217   |

| Број чланова      | 1  | 2  | 3  | 4  | 5  | 6  | 7 | 8 | 9 | 10 и више | Просек |
| ----------------- | -- | -- | -- | -- | -- | -- | - | - | - | --------- | ------ |
| Број домаћинстава | 45 | 49 | 40 | 37 | 21 | 16 | 6 | 2 | 1 | 0         | 3,13   |

| Пол    | Укупно | Неожењен/Неудата | Ожењен/Удата | Удовац/Удовица | Разведен/Разведена | Непознато |
| ------ | ------ | ---------------- | ------------ | -------------- | ------------------ | --------- |
| Мушки  | 299    | 86               | 187          | 12             | 7                  | 7         |
| Женски | 290    | 40               | 188          | 56             | 2                  | 4         |
| УКУПНО | 589    | 126              | 375          | 68             | 9                  | 11        |

| Пол    | Укупно                    | Пољопривреда, лов и шумарство | Рибарство                            | Вађење руде и камена | Прерађивачка индустрија       |
| ------ | ------------------------- | ----------------------------- | ------------------------------------ | -------------------- | ----------------------------- |
| Мушки  | 175                       | 46                            | 0                                    | 62                   | 31                            |
| Женски | 75                        | 31                            | 0                                    | 4                    | 17                            |
| УКУПНО | 250                       | 77                            | 0                                    | 66                   | 48                            |
| Пол    | Производња и снабдевање   | Грађевинарство                | Трговина                             | Хотели и ресторани   | Саобраћај, складиштење и везе |
| Мушки  | 4                         | 5                             | 5                                    | 0                    | 10                            |
| Женски | 1                         | 0                             | 6                                    | 0                    | 2                             |
| УКУПНО | 5                         | 5                             | 11                                   | 0                    | 12                            |
| Пол    | Финансијско посредовање   | Некретнине                    | Државна управа и одбрана             | Образовање           | Здравствени и социјални рад   |
| Мушки  | 0                         | 1                             | 1                                    | 0                    | 1                             |
| Женски | 1                         | 1                             | 4                                    | 3                    | 2                             |
| УКУПНО | 1                         | 2                             | 5                                    | 3                    | 3                             |
| Пол    | Остале услужне активности | Приватна домаћинства          | Екстериторијалне организације и тела | Непознато            | Непознато                     |
| Мушки  | 2                         | 0                             | 0                                    | 7                    | 7                             |
| Женски | 2                         | 0                             | 0                                    | 1                    | 1                             |
| УКУПНО | 4                         | 0                             | 0                                    | 8                    | 8                             |